# Adobe Dreamweaver
Adobe Dreamweaver (попередня назва Macromedia Dreamweaver) — HTML-редактор.
Остання версія HTML-редактора Adobe DreamWeaver CS 5, що відноситься до категорії WYSIWYG-редакторів, має дуже багато переваг: зручний інтерфейс, настроювання функцій, підтримка великих проектів і ShockWave-технологій, можливість закачування файлів через FTP, підтримка SSI і багато чого іншого. Для роботи в цій програмі не потрібно досконально знати HTML (у цьому і полягає перевага технології WYSIWYG — що бачу, те й одержую).
Проте DreamWeaver на кілька кроків випереджає інші редактори, що використовують технологію WYSIWYG, у першу чергу завдяки тому, що генерує «чистий» HTML-код. DreamWeaver дозволяє позбутися однотипної роботи при створенні сторінок (наприклад, верстка тексту) за допомогою використання опції «Запис послідовності команд» (записується послідовність вироблених вами команд, після натискаєте, наприклад, CTRL+P, DreamWeaver відтворює їх усі у тій самій послідовності).

## Історія
| Розробник  | Версія | Оновлення    | Дата випуску     | Примітки |
| ---------- | ------ | ------------ | ---------------- | --- |
| Macromedia | 1.0    | 1.0          | Грудень 1997     | Перша версія. Тільки Mac OS.                                                                                             |
| Macromedia | 1.0    | 1.2          | Березень 1998    | Перша версія Windows. |
| Macromedia | 2.0    | 2.0          | Грудень 1998     | |
| Macromedia | 3.0    | 3.0          | Грудень 1999     | |
| Macromedia | 3.0    | UltraDev 1.0 | Червень 1999     | |
| Macromedia | 4.0    | 4.0          | Грудень 2000     | |
| Macromedia | 4.0    | UltraDev 4.0 | Грудень 2000     | |
| Macromedia | 6.0    | MX           | 29 травня 2002   | |
| Macromedia | 7.0    | MX 2004      | 10 вересня 2003  | |
| Macromedia | 8.0    | 8.0          | 13 вересня 2005  | Остання Macromedia версія.                                                                                               |
| Adobe      | 9.0    | CS3          | 16 квітня 2007   | Замінений Adobe GoLive на Creative Suite.                                                                                |
| Adobe      | 10.0   | CS4          | 23 вересня 2008  | |
| Adobe      | 11.0   | CS5          | 12 квітня 2010   | |
| Adobe      | 11.5   | CS5.5        | 12 квітня 2011   | Підтримка HTML5. |
| Adobe      | 12.0   | CS6          | 21 квітня 2012   | |
| Adobe      | 13.0   | CC           | 17 червня 2012   | |
| Adobe      | 14.0   | CC 2014      | 18 червня 2014   | |
| Adobe      | 15.0   | CC 2014.1    | 6 жовтня 2014    | |
| Adobe      | 16.0   | CC 2015      | 16 червня 2015   | |
| Adobe      | 17.0   | CC 2017      | 2 листопада 2016 | Adobe нотатки про випуск                                                                                                 |
| Adobe      | 18.0   | CC 2018      | 19 жовтня 2017   | Adobe нотатки про випуск [Архівовано 24 липня 2020 у Wayback Machine.]                                                   |
| Adobe      | 19.0   | CC 2019      | 15 жовтня 2018   | Adobe нотатки про випуск [Архівовано 24 липня 2020 у Wayback Machine.] [Архівовано 24 липня 2020 у Wayback Machine.]     |
| Adobe      | 20.0   | CC 2020      | 4 листопада 2019 | Adobe нотатки про випуск [Архівовано 17 вересня 2020 у Wayback Machine.] [Архівовано 17 вересня 2020 у Wayback Machine.] |

| Умовні позначення:                    | Умовні позначення:                | Умовні позначення: |
| ------------------------------------- | --------------------------------- | ------------------ |
| Стара версія, більше не підтримується | Стара версія, все ще підтримувана | Поточна версія     |